# 少女上節蜱
少女上節蜱（学名：Epitrimerus virginiana）为節蜱科上節蜱屬下的一个种。